# Duque de Sanlúcar la Mayor

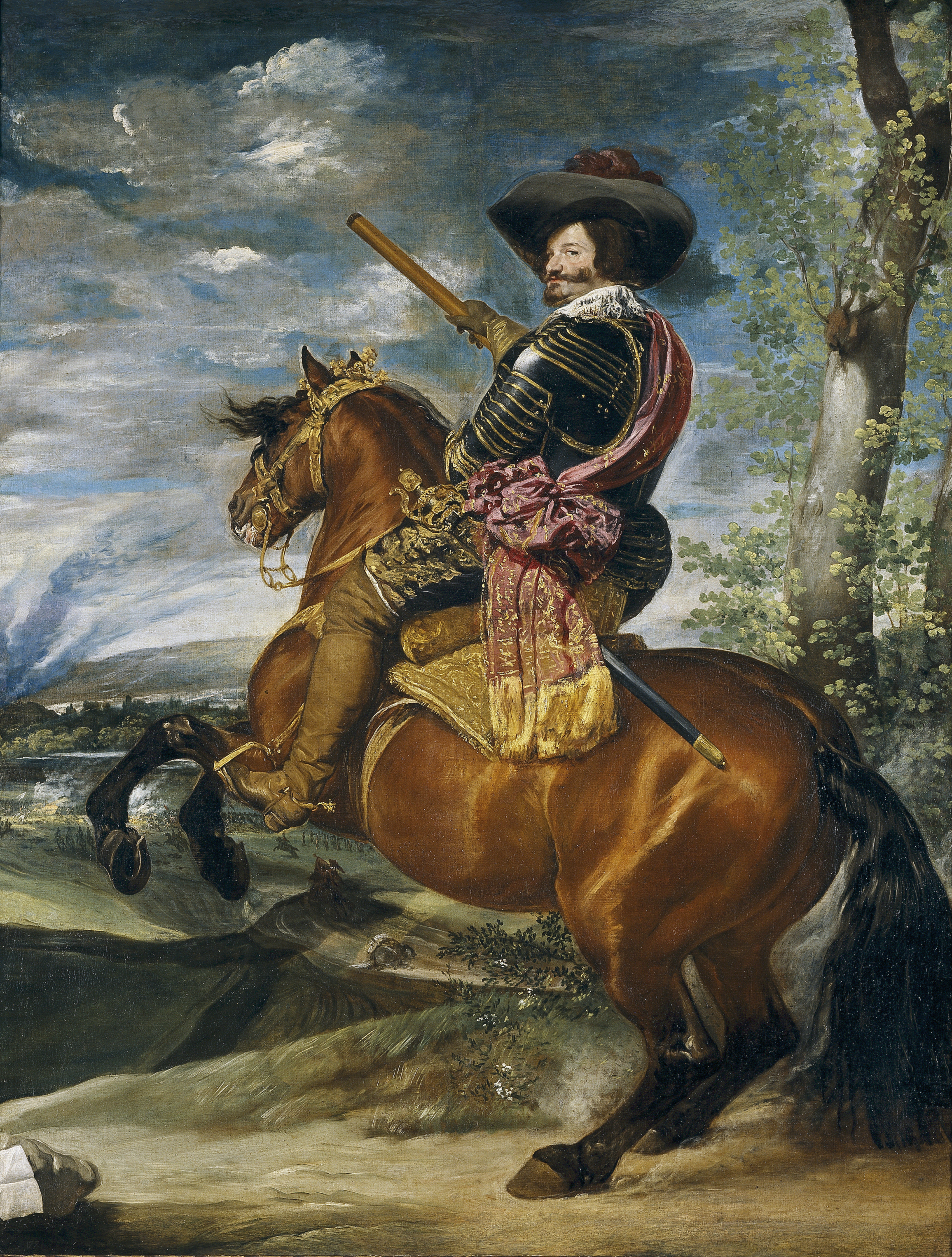
De eerste hertog van Sanlúcar la Mayor door Velázquez

Duque de Sanlúcar la Mayor is een sinds 1625 bestaande Spaanse adellijke titel.

## Geschiedenis
Op 5 januari 1625 werd de titel van hertog van Sanlúcar la Mayor gecreëerd door Filips IV van Spanje voor Gaspar de Guzmán y Pimentel (1587-1645). De titel is ontleend aan de plaats Sanlúcar la Mayor. In 1632 werd aan deze titel de Grandeza de España verleend. De titel ging vervolgens over naar de  geslachten Felipez, Osorio de Moscoso en Ruiz de Arana, in welk laatste geslacht de titel zich nog steeds bevindt.
Huidig titeldrager is sinds 31 januari 2000 via haar vader José María Ruiz de Arana y Montalvo (1933-2004) de klinisch psychologe dr. María Cristina del Carmen Margarita Ruiz de Arana y Marone-Cinzano (1968), tevens sinds 2006 draagster van de titel hertogin van Baena; zij is via haar moeder een kleindochter van de infante Maria Cristina van Spanje (1911-1996) (ook: María Cristina de Borbón y Battenberg).